# San Esteban (Chili)
Pour les articles homonymes, voir San Esteban (homonymie).
San Esteban est une ville et une commune située dans la province de Los Andes et dans la région de Valparaíso au Chili. La ville est peuplée de 18 765 habitants (recensement de 2016).

## Démographie
Selon le recensement de 2016 de l'Institut national de la statistique, San Esteban s'étend sur 1 361,6 km2 et compte  18 765 habitants. En 2002 la population comprenait (7 298 hommes et 7 102 femmes). Parmi ceux-ci, 7 542 (52,4 %) vivaient dans des zones urbaines et 6 858 (47 6 %) dans les zones rurales.. . La population a augmenté de 50 % (6 600 personnes) entre les recensements de 1992 et 2016.

## Administration
En tant que commune, San Esteban est une division administrative de troisième niveau du Chili, qui est gérée par un conseil municipal et qui est dirigé par un alcade directement élu tous les 4 ans. 

L'Alcalde 2008-2012 est René Mardones Valencia (Ind.). Le conseil communal est composé des personnes suivantes:
- Julio Figueroa Contreras
- Geovanna Serey Lizana
- Gabriel Bianchini Frost
- Julio Contreras Tapia
- Alejo Rodriguez Toledo
- Benjamin Olguin Cáceres

Dans les circonscriptions du Chili, San Esteban est représenté dans la Chambre des députés par Marco Antonio Núñez (PDC) et Gaspar Rivas (RN) dans le cadre de la 11e circonscription, (avec Los Andes, Calle Larga, Rinconada, San Felipe, Putaendo, Santa María, Panquehue, Llaillay et Catemu). La commune est représentée au Sénat par Ignacio Walker Prieto (PDC) et Lily Pérez San Martín (RN) dans le cadre de la 5e circonscription sénatoriale (Valparaíso-Cordillera).
L'Alcalde 2012-2016 est Julio Contreras Tapia (PRI). Le conseil communal est composé des personnes suivantes :
- Julio Contreras Tapia (PRI)
- Julio Figueroa Contreras (PDC)
- Benjamín Olguín Cáceres (PPD)
- José Manuel Bravo Hidalgo (PRI)
- Richard Astudillo Arias (PRI)
- Milagros Riquelme Riquelme (Ind./UDI)

## Relations internationales

### Jumelage
La ville de San Esteban est jumelée avec  Castellalto, Italie